# Elvira Garbes
Elvira Garbes (* 28. März 1956 in Wallenborn) ist eine deutsche Sozialwissenschaftlerin und Kommunalpolitikerin. Seit Februar 2018 ist sie hauptamtliche Bürgermeisterin der Stadt Trier und Vertreterin des Oberbürgermeisters.

## Werdegang
Garbes wuchs in Wallenborn im Vulkaneifelkreis Daun auf. Sie ist das zweite Kind des Maurermeisters Heinz Theisen und seiner Frau Anna Theisen geb. Meerfeld und hat noch drei Geschwister. Sie besuchte das Thomas-Morus-Gymnasium in Daun und studierte von 1974 bis 1977 Soziale Arbeit an der staatlichen Fachhochschule für Sozialwesen in Köln mit dem Abschluss Diplom-Sozialarbeiterin. Von 2002 bis 2013 studierte sie an der Fernuniversität Hagen Sozialwissenschaften, Psychologie und Erziehungswissenschaft mit dem Abschluss Magistra Artium. Sie absolvierte weiterhin eine Ausbildung zur Traumafachberaterin, Betrieblichen Suchthelferin sowie eines Systemischen Coachings. Seit 1979 arbeitete sie im Jugendamt der Stadt Köln, bei der Stadt Wermelskirchen und der Stadt Bornheim in verschiedenen Positionen – zuletzt als Fachbereichsleiterin.
Elvira Garbes ist Verwaltungsratsvorsitzende der Vereinigten Hospitien Trier. Sie ist ferner Vorstandsvorsitzende des Trierer Sozialunternehmens Bürgerservice sowie Vorstandsmitglied der Lebenshilfe Trier und der Abfallwirtschaft Trier.
Sie ist verheiratet und hat drei erwachsene Kinder.

## Politik
Garbes ist Mitglied der Partei Bündnis 90/Die Grünen und war im Kölner Stadtbezirk Chorweiler im Ortsbeirat aktiv. 2018 wurde sie einstimmig zur Bürgermeisterin der Stadt Trier gewählt. In ihrem Dezernat sind die Bereiche Jugendamt, Sozialamt, Amt für Ausländerangelegenheiten, Job Center und das Amt für Schulen und Sport verortet. Außerdem vertritt sie den Oberbürgermeister.